# Zakopane
Zakopane este un oraș în districtul Tatra, Voievodatul Polonia Mică, cu o populație de 27.857 locuitori (în 2011), aflat în sudul Poloniei.

## Descriere
Este cunoscut drept un oraș al unei minorități cunoscute sub denumirea de "munteni" (gorali). Originea lor este una controversată, dar în general este acceptată ideea că sunt descendenții valahilor care au migrat aici până în secolul al XVI-lea, când s-au încheiat marile deplasări de populații păstorești din Carpați. Așezările întemeiate de păstorii români erau conduse potrivit dreptului valah (jus valachicum), de un wajda (în polonă, starostele unui sat de vlahi). Goralii au azi identitate poloneză, dar multe fapte de cultură amintesc originea lor românească: tradiții, obiceiuri și cuvinte românești (măgură, vatră, jântiță, colibă, baci etc., multe din acestea de origine din limba veche daco-romană). În amintirea vechilor migrații păstorești din Carpați, în anul 2013, din inițiativă poloneză, este reconstituită transhumanța carpatică, începând din Rotbav (Țara Bârsei) și străbătând Carpații, prin Zakopane, până în Moravia.

## Localizare
Zakopane este situat în sudul Poloniei în apropiere de granița cu Slovacia. Acesta se află într-o vale între Munții Tatra și Dealul Gubałówka. Din Cracovia se poate ajunge cu trenul sau cu autobuzul, drumul este de aproximativ două ore și jumătate.
Zakopane are o altitudine de 800-1.000 de metri deasupra nivelului mării.

## Istoric
Cele mai vechi acte care menționează Zakopane datează din secolul al XVII-lea, care descrie o poiană numită Zakopisko. 
În anul 1676 a fost un sat cu 43 de locuitori.
Zakopane a devenit un centru pentru industria minieră și metalurgică din regiune, în secolul al XIX-lea, fiind cel mai mare centru de metalurgie din Galiția. Acesta s-a extins în secolul al XIX-lea pentru că clima blândă a atras mai mulți locuitori.
Prin 1889 dintr-un sat mic s-a dezvoltat într-o stațiune balneo-climaterică de 3.000 de locuitori. Serviciul de transport feroviar în Zakopane a început 01 octombrie 1899.
În martie 1940, reprezentanți ai NKVD-ului sovietic și Gestapo-ul nazist s-au întâlnit timp de o săptămână în Villa Tadeusz din Zakopane, pentru a discuta despre înfrângerea rezistenței din Polonia. De-a lungul celui de-al Doilea Război Mondial, Zakopane a servit ca un punct legătură ilegală între Polonia și Ungaria.

## Turism
Zakopane este vizitat de peste 250.000 de turiști pe an. În timpul iernii, turiștii sunt atrași de Zakopane pentru condițiile excelente pentru practicarea sporturilor de iarnă: schi alpin, schi fond, snowboarding, și sărituri cu schiurile. În timpul verii, turistii vin să se bucure de drumeții, alpinism și speologie.
Mulți vin pentru a experimenta cultura góral, care este o cultură bogat, cu stiluri unice de produse alimentare, vorbire, arhitectură, muzică și costume populare.
Zakopane este deosebit de popular în timpul sărbătorilor de iarnă, care sunt celebrate în stil tradițional, cu dansuri, sănii decorate trase de cai, numite kulig și friptură de miel.
O activitate turistică populară este de a face o plimbare prin cea mai populară stradă din oraș: Krupówki. Acesta este plină cu magazine, restaurante, și interpreți stradali. Aici puteți cumpăra suveniruri Zakopane unice, cum ar fi un oscypek sau ciupaga.
O scenă din filmul Omul de marmură (Czlowiek z Marmuru, 1977) al lui Andrzej Wajda a fost filmat în Zakopane, făcând cunoscut orașul la nivel mondial.
Scenele de munte produse de Bollywood în filmul Fanaa au fost filmate în jurul orașului Zakopane.

## Personalități născute aici
- Franciszek Gąsienica Groń (1931 - 2014), săritor cu schiurile;
- Wojciech Fortuna (n. 1952), săritor cu schiurile;
- Małgorzata Mirga-Tas (n. 1978), artistă, activistă, feministă și învățătoare poloneză-romă;
- Kamil Stoch (n. 1987), săritor cu schiurile.

## Orașe înfrățite
- Saint-Dié-des-Vosges (Franța)
- Poprad (Slovacia)
- Siegen (Germania)